# Бесин сир Гартан
Бесин сир Гартан (фр. Bessines-sur-Gartempe) насеље је и општина у централној Француској у региону Лимузен, у департману Горња Вијена која припада префектури Белак.
По подацима из 2005. године у општини је живело 2 885 становника, а густина насељености је износила 52 становника/km². Општина се простире на површини од 55,41 km². Налази се на средњој надморској висини од 320 метара (максималној 533 m, а минималној 250 m).

## Демографија
| 1962. | 1968. | 1975. | 1982. | 1990. | 2011. |
| ----- | ----- | ----- | ----- | ----- | ----- |
| 3.025 | 2.990 | 2.982 | 3.011 | 2.988 | 2.833 |

График промене броја становника у току последњих година